# Ко (го)

Ілюстрація ситуації ко

Ко (яп. コウ — вічність) — правило в грі Ґо, що забороняє ходи, які призводять до повторення позиції.
Ситуація ко виникає тоді, коли один з гравців бере в полон один камінь суперника і підставляє під бій власний камінь. Якщо суперник захопить щойно поставлений камінь першого гравця, то позиція повториться, і так може тривати вічно. Правило ко виключає таку можливість. Поставлений у такій ситуації камінь можна захопити лише через хід (якщо суперник не захистить його).
Правило ко призводить до виникнення ко-боротьби. Якщо виграш каменя в ситуації ко важливий для долі партії, гравець, якому заборонено брати камінь, грає в іншій частині дошки, створюючи значну загрозу. Таку загрозу називають ко-загрозою. Тепер його суперник постає перед вибором: або захистити (закрити) ко, або відповісти на загрозу в іншому місці. Якщо він вибирає другий варіант, то другий гравець наступним ходом може взяти камінь у ко-ситуації. Тепер уже першому гравцю заборонено брати у відповідь. Він у свою чергу має шукати ко-загрозу. Так продовжується доти, доки ко-загрози в розпорядженні одного із суперників не скінчаться.
Виникнення ситуації ко переводить боротьбу на дошці з локальної у глобальну.
У більшості партій на якомусь етапі виникає ко-боротьба. Прислів'я твердить: «боятися ко — не грати в ґо»[джерело?].
Дві ко-ситуації водночас виграти неможливо, бо суперник може використати друге ко як ко-загрозу для першого. Дуже рідко виникають ситуації потрійного ко, причому жоден із суперників не хоче поступатися в будь-якому з них. У таких випадках за японськими правилами гра скасовується і переграється.